# ساندرا كيربي
ساندرا كيربي (بالإنجليزية: Alexandra Louise Kirby)‏ هي مجدفة كندية، ولدت في 6 سبتمبر 1949 في كالغاري في كندا.

## وصلات خارجية
- ساندرا كيربي على موقع الاتحاد الدولي للتجديف (الإنجليزية)
- ساندرا كيربي على موقع أوليمبيديا (الإنجليزية)
- ساندرا كيربي على موقع قاعة كندا للمشاهير الرياضية (الإنجليزية)